# Jos Le Corre
 (novembre 2015).
Si vous disposez d'ouvrages ou d'articles de référence ou si vous connaissez des sites web de qualité traitant du thème abordé ici, merci de compléter l'article en donnant les références utiles à sa vérifiabilité et en les liant à la section « Notes et références ».
Jos Le Corre, pseudonyme de Joseph Le Corre, né à Baud le 4 septembre 1925 et mort à Gouesnach le 29 décembre 1979 est un peintre et céramiste français.

## Biographie
Après ses études à Lorient, Jos Le Corre s'établit à Paris pour suivre les cours de dessin dispensés par l'affichiste Paul Colin (1892-1985) dans son école du boulevard Malesherbes, puis fréquente l'atelier de Fernand Léger.
De retour en Bretagne, il s'inscrit à l'école régionale des beaux-arts de Quimper dans l'atelier de Robert Villard. Il deviendra professeur d'art graphique dans cette école de 1952 à 1979.
Il réalise des affiches, puis se lance dans la conception des pièces en céramique chez Henriot, où il fait la connaissance du peintre sicilien et céramiste Giovanni Leonardi (1876-1956). Son style ne correspondant pas à l'esprit de la maison, il entre à la Faïencerie Keraluc comme créateur libre. Il y réalisera de nombreuses pièces jusqu'en 1959 en qualité de peintre-décorateur.
Ses créations évoquent le monde végétal, les oiseaux y figurent fréquemment et les personnages y sont variés.
En 1959, il ouvre son Atelier du Steïr, en compagnie de son condisciple de l'école des beaux-arts de Quimper, Georges Connan. Il y travaille à une technique de décoration florale pouvant s'adapter à différentes formes.
Le fruit de ses recherches sera diffusé par la faïencerie Keraluc, sur des pièces uniques ou à petits tirages lorsqu'il collabore à nouveau avec cette faïencerie de 1966 à 1976. Il propose à cette même époque cinq décors pour le grès qui remportent un vif succès.

## Collections publiques
- Paris, musée national des Arts et Traditions populaires : affiches.
- Quimper :
  - musée départemental breton ;
  - musée de la Faïence de Quimper.
- Saint-Jean-du-Doigt, église : Bannière, 1965, tapisserie.

## Affiches
- Dans les années 1950, Jos Le Corre réalise des affiches pour les grandes fêtes de Cornouaille à Quimper. Celle de 1955 va attirer l'attention du muséologue Georges-Henri Rivière (1897-1985).

## Salons
- 1949 : Salon des céramistes d'art de France, à Paris organisé par la chambre syndicale du 19 au 25 septembre. Avec la faïencerie Keraluc, il expose Daniel dans la fosse aux lions, récompensé par la chambre syndicale.

## Expositions
- 1949 : galerie Saluden à Quimper.
- 1953 : galerie Peuple et Culture, à Annecy, travail présenté avec celui de Jean Lurçat.
- 1953 : Mme Wertz, 69e rue à New York.
- Du 13 février au 20 mars 1981 : exposition rétrospective au musée des Beaux-Arts de Quimper.

## Récompense
- 1949 : prix au Salon des céramiste d'art de France.

## Élèves notoires
- Dodik Jégou.
- Gwen Jégou, sculpteur, potier.
- René Quéré.